# Автошлях Т 2525
Автошля́х Т 2525 — автомобільний шлях територіального значення у Чернігівській області. Пролягає територією Носівського району від перетину з М02 через Мрин — Носівку. Загальна довжина — 22,7 км.

## Маршрут
Автошлях проходить через такі населені пункти:
| Автошлях Т 2525      |              |
| Чернігівська область |              |
| Носівський район     |              |
| E101М02              |              |
| Мрин                 |              |
| Лісові Хутори        |              |
| Носівка              | Т 2513Т 2526 |